# Meindert Boekel
Meindert Boekel (* 15. September 1915 in Amsterdam; † 2. Mai 1989 in Hilversum) war ein niederländischer Komponist.
Bereits mit 11 Jahren erhielt Meindert Boekel bei Evert Koning in Hoorn Unterweisungen in Harmonielehre und erlernte das Orgelspiel. Im Alter von 13 Jahren war er Organist der evangelisch-lutherischen Gemeinde in Hoorn. Er absolvierte das Konservatorium Amsterdam und studierte dort Orgel bei Cornelis de Wolf und Anton van der Horst sowie Harmonielehre und Kontrapunkt bei Ernest Mulder. 1937 wurde er zum Organisten an der Nieuwe Waalse Kerk in Amsterdam bestellt. Nach dem Zweiten Weltkrieg leitete er das Amsterdamer Vokal Ensemble, und 1946 wurde er Organist und Chorleiter beim NCRV-Radio in Hilversum. Später übernahm er beim N.O.S. (Nederlandse Omroep Stichting) in Hilversum die Leitung des großen Rundfunkchors und blieb dort bis zu seiner Pensionierung. Er war Dirigent der Chöre Soli Deo Gloria in Hoorn und Koninklijke Oratorium Vereniging Excelsior in Amsterdam und Dirigent von Blasorchestern, insbesondere der Nationalen Brassband. 
Er komponierte Chor- und Blasorchesterwerke. 1950 gewann er den Kompositionspreis der Stadt Amsterdam, 1964 den Musikpreis der Gemeinde Hilvarenbeek, Niederlande.

## Werke

### Werke für Blasorchester
- 1947 Scherzo
- 1947–1948 Suite Classique
  1. Intrada
  2. Air
  3. Finale
- 1953 New Orleans
- 1954 Tableaux des Vosges
  1. Le lac de Retournemer
  2. Le Saut des Cuves
  3. La chapelle de Labaroche
  4. La Roche du Diable
- 1956 Harlem Shadows
- 1957 Concertino for Piano and Band
- 1958 Fantasie sur trois Noëls
- 1963 Grand Cañon du Verdon
- 1964 Valerius Suite
  1. Hoe groot en hoe vervaerlic Staet nu ons leven vol verdriet
  2. Heer ! als ick denck aen't goet Dat ghy ons menschen doet
  3. Com nu met sangh van soete tonen, En u met snarenspel verblyt
  4. Merck toch hoe nu int werck sich al steld
- 1965 Marcia Funèbre
- 1965 Saint David Scena Symphonica
- 1968 Die Koppenbrüllerhöhle Suite
- 1971 Three Motions
  1. Maestoso ma moderato
  2. Allegretto
  3. Allegro vivace
- 1977 Two Sinfonic Interludes
  1. Andante espressivo
  2. Allegro con spirito
- 1980 Lamento Pacis für Fanfare-Orchester
- 1980 Suite Romantique
  1. Prélude
  2. Sérénade
  3. Nocturne
  4. Rondo
- 1980 Noëls de France
- 1984 Veni Creator Spiritus für Männerchor und Blasorchester
- 1986 Te Deum für Chor und Blasorchester
- A Simple Serenade
  1. Moderato
  2. Allegretto
  3. Allegro ma non troppo
- Prelude - Op een Paaslied uit de 12e eeuw